# Логвинська Лідія Петрівна
Лідія Петрівна Ло́гвинська (19 листопада 1907, Київ — 20 березня 1990, Київ) — українська радянська мистецтвознавиця; член Спілки радянських художників України з 1944 року.

## Біографія
Народилася 19 листопада 1907 року в місті Києві (нині Україна). 1930 року закінчила Київський художній інститут, де навчалася у Михайла Бойчука, Сергія Гілярова, Лева Крамаренка, Федора Кричевського.
З 1931 року працювала перекладачем відділу «Інтурист» у Києві; з 1935 року — у Київському музеї західного і східного мистецтва: у 1939—1941 роках — старший науковий співробітник, у 1944—1958 роках обіймала посаду завідувача відділу західноєвропейського мистецтва і гравюри.
Мешкала у Києві в будинку на вулиці Великій Житомирській, № 8б, квартира № 2. Померла у Києві 20 березня 1990 року.

## Публікації
Працювала в галузі мистецтвознавства.
Авторка книг
- «Сучасне образотворче мистецтво капіталістичних країн» (Київ, 1961; у співавторстві з Людмилою Сак);
- «Майоліка» (Київ, 1966; у співавторстві з Олександром Тищенком);
- «Лев Крамаренко» (Київ, 1975, у співавторстві з Ольгою Малашенко);

Авторка статей
- «Два бачення світу» // «Всесвіт», 1958, № 5;
- «Из коллекции Киевского музея (собрание итальянской майолики XV—XVIII вв.)» // «Декоративное искусство СССР[ru]», 1959, № 7;
- «Дієго Веласкес» // «Мистецтво», 1960, № 4;

Брала участь в укладанні каталогів
- «Киевский государственный музей западного и восточного искусства» (Київ, 1957; Москва, 1961);
- «Виставка творів І. М. Плещинського» (1964);

Також написала низку статей з питань зарубіжного мистецтва в Українській радянській енциклопедії (1959—1966).